# Rokan (rivier)
De Rokan is een rivier op Sumatra, in de Indonesische provincie Riau, ongeveer 1100 km ten noordwesten van de hoofdstad Jakarta.

## Hydrologie
De rivier ontspringt uit het Barisangebergte in het westen en stroomt in noordoostelijke richting door Rokan Hulu en Rokan Hilir met estuariën in de buurt van de havenstad Bagansiapiapi die het water afvoeren naar de Straat Malakka.
Zijrivieren zijn de Rokan Kiri, de Rokan Kanan en de Kumu.

## Geografie
De rivier stroomt door het centrale deel van Sumatra met een overwegend tropisch regenwoudklimaat (aangeduid als Af in de klimaatclassificatie van Köppen). De jaarlijkse gemiddelde temperatuur in het gebied is 23 °C. De warmste maand is maart, wanneer de gemiddelde temperatuur rond de 24 °C ligt, en de koudste is januari, met 22 °C. De gemiddelde jaarlijkse neerslag is 3766 mm. De natste maand is november, met een gemiddelde van 336 mm neerslag, en de droogste is juli, met 113 mm neerslag.